# Cynanchum chanchanense
Cynanchum chanchanense är en oleanderväxtart som beskrevs av G. Morillo. Cynanchum chanchanense ingår i släktet Cynanchum och familjen oleanderväxter. Inga underarter finns listade i Catalogue of Life.